# 萨莫拉科
萨莫拉科（義大利語：Samolaco），是意大利松德里奥省的一个市镇。总面积45平方公里，人口2926人，人口密度65.0人/平方公里（2009年）。国家统计（ISTAT）代码为014057。